# براتيسلافا 4
براتيسلافا VI (بالسلوفاكية: Bratislava IV)‏ هو حي في مدينة براتيسلافا. تبلغ المساحة التقريبية للحي 96,6كم² في حين يبلغ تعداد سكان الحي ما يقرب من 94,701 بحسب إحصاء العام 2007. أما كثافة السكان فتصل إلى 980 كم². يتشكل حي براتيسلافا V من خمسة بلديات دفين (بالسلوفاكية: Devín)‏, دفينسكا نوفا فس (بالسلوفاكية: Devínska Nová Ves)‏, دوبرافكا (بالسلوفاكية: Dúbravka)‏,كارلوفا فس (بالسلوفاكية: Karlova Ves)‏ لاماتش (بالسلوفاكية: Lamač)‏, زاهورسكا بيستريتسا (بالسلوفاكية: Záhorská Bystrica)‏.

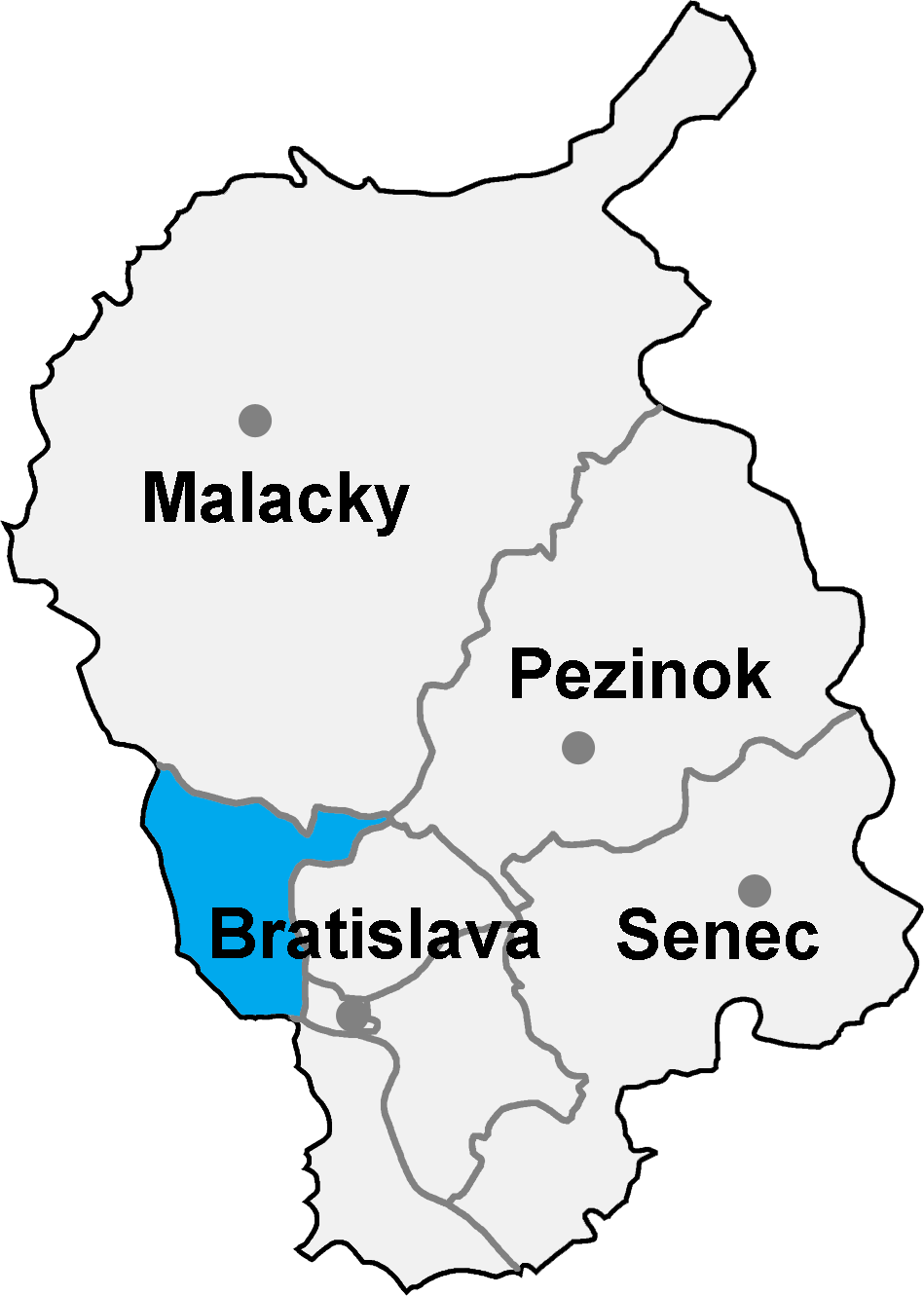
موقع حي براتيسلافاIV في إقليم براتيسلافا